# رادوسلاو زباونیک
رادوسلاو زباونیک (انگلیسی: Radoslav Zabavník؛ زادهٔ ۱۶ سپتامبر ۱۹۸۰) یک بازیکن فوتبال اهل اسلواکی است.
وی همچنین در تیم ملی فوتبال اسلواکی بازی کرده‌است.